# Conspiracy X
Pour les articles homonymes, voir Conspiracy.
Ne pas confondre avec Conspirations (Over The Edge en version originale), jeu de rôle sorti en France en 1995.
Conspiracy X est un jeu de rôle paru en 1996 ; il est édité par Eden Studios depuis 1997. La version actuelle est basée sur le système de résolution Unisystem. Les éditions précédentes ont utilisé un système spécifique au jeu ainsi que le système GURPS. 
La première édition a été traduite en français par Multisim Éditions en 1999.

## Univers
L'univers de Conspiracy X s'inspire de la série télévisée X-Files.
Les joueurs incarnent des personnages connaissant la présence des extraterrestres sur Terre. Ceci les a conduits à intégrer une organisation clandestine appelée Aegis (Ægis dans la version française). Celle-ci a pour but de lutter contre les extraterrestres tout en masquant leur présence à la population ; cette dernière n'est pas encore prête à accepter la vérité.
Cependant, pour mener son combat, Aegis a besoin de moyens humains, matériels et financiers. Pour cela, les personnages des joueurs peuvent soit appartenir à une institution gouvernementale nord-américaine comme le FBI, la NASA ou l'US Army, soit être membres d'un projet secret contrôlé par Aegis, comme le Projet MKULTRA, ancien projet de la CIA durant la guerre froide,. Le fonctionnement de la conspiration est assuré par des détournements effectués par ses membres.
Aegis lutte aussi contre le Livre Noir (ou NDD, National Defense Directorate), une organisation humaine qui collabore avec les forces extraterrestres pour en tirer un certain profit.
Enfin, les missions d'Aegis conduisent aussi ses agents à enquêter sur des évènements surnaturels ou occultes, des conspirations, etc.

## Éditions

### Première édition
La première édition est publiée en 1996 par New Millennium Entertainment Games. Dès sa création en 1997, Eden Studios rachète les droits du jeu à la précédente société de George Vasilakos pour publier la troisième impression, qui est immédiatement suivie de plusieurs suppléments:331.

#### Système de résolution
Elle propose un système de résolution basé sur l'utilisation de deux dés à six faces. Par un jet, le joueur doit obtenir un résultat dont la somme des dés est inférieure à une valeur donnée. Celle-ci dépend de la caractéristique utilisée et de la difficulté de la tâche à réaliser. L'utilisation des pouvoirs psychiques s'effectue avec un système basé sur des cartes de Zener.

#### Gamme
La gamme comprend un livre de base, un écran et douze suppléments :

### Édition GURPS
En 2002, une version avec le système de règles GURPS est publiée par Steve Jackson Games.

### Deuxième édition
La deuxième édition est publiée en 2006. Elle reprend le contenu des livres de la première édition en le portant sur le système Unisystem, utilisé par les autres jeux d'Eden Studios.

#### Système de résolution
Pour réussir une action, le joueur doit atteindre ou dépasser la valeur de neuf en réalisant un jet avec un dé à dix faces et en y ajoutant la valeur d'une caractéristique ou d'une compétence.
Les cartes de Zener sont toujours utilisées pour les tests liés aux pouvoirs psychiques.

#### Évolution de l'univers
Les informations relatives aux institutions gouvernementales à la suite du vote du USA PATRIOT Act ont été actualisées.

#### Gamme
La gamme comprend un livre de base, un écran, trois suppléments et des accessoires. Les trois ouvrages sur les extraterrestres ont été regroupés en un seul. De même, ceux relatifs aux conspirations ainsi que ceux sur le paranormal, l'occultisme et la cryptozoologie :
Les accessoires édités sont :
Note : 

### Note
1. ↑  The Paranormal Sourcebook et The Conspiracies Sourcebook ont été financés chacun par un financement participatif sur la plateforme Kickstarter[5],[6]. Les accessoires[7] proviennent en exclusivité de ce financement, sauf en ce qui concerne le jeu de cartes Abduction, publié dès 1998[8], ainsi que les deux figurines, qui étaient disponibles à la vente parmi d'autres, bien auparavant sur le site officiel, aujourd'hui disparu, de Conspiracy X[9].